# Early Chet: Chet Baker in Germany 1955–1959
Early Chet: Chet Baker in Germany 1955–1959 ist ein Jazzalbum mit Aufnahmen des Trompeters Chet Baker, die in verschiedenen Besetzungen zwischen 1955 und 1959 in Mainz, Stuttgart und Baden-Baden entstanden sind. Sie erschienen 2013 als LP und 2014 als Compact Disc auf den Label Jazzhaus, SWR Music und Arthaus Musik. Enthalten sind auch die vorab bei Brunswick Records erschienenen Duette Bakers mit Caterina Valente.

## Hintergrund
Wenige Monate nach seinem Auftritt auf dem Newport Jazz Festival ging Chet Baker mit seinem neuen Quartett auf Europatournee; so gastierte er mit seiner Band, bestehend aus Dick Twardzik, Jimmy Bond und Peter Littman, am 17. September im Concertgebouw (Amsterdam) und am folgenden Tag im Kurhaus Scheveningen. Baker trat dann am 20. September 1955 in der Veranstaltungsreihe Jazztime Mainz mit dem Orchester Kurt Edelhagen im Kurfürstlichen Schloss in Mainz auf; dabei entstand der Titel „Bockhanal“.
Mit seinem eigenen Quartett (sowie mit dem Saxophonisten Lars Gullin als Gast) nahm der Trompeter „Cool Blues“, „Brash“ und „Lover Man“ in einer Studiosession für das Fernsehen beim Süddeutschen Rundfunk in der Villa Berg in Stuttgart am 15. Oktober 1955 auf; Bei der Session kam es auch zu einer ersten Begegnung mit der Sängerin Caterina Valente; der in Sextettbesetzung entstandene Titel I’ll Remember April, in dem Valente meist scattete, ist jedoch nicht auf diesem Album enthalten. Der Drogentod von Twardzik in Paris nur eine Woche später war das Ende des amerikanischen Quartetts von Baker; Twardziks Freund Peter Littman kehrte nach Boston zurück.
Baker freundete sich bereits in Mainz mit dem Jazzjournalisten und Produzenten Joachim-Ernst Berendt an. Ende 1955 lud Berendt Baker nach Baden-Baden ein, um sich im März 1956 wiederum mit Kurt Edelhagen zu treffen und aufzunehmen (dessen Orchester fungierte zu dieser Zeit als Bigband des Südwestfunks). 1956 entstanden in Baden-Baden auch die beiden Duoaufnahmen mit Valente, die im selben Jahr als Single veröffentlicht wurden.
Sweet Georgia Brown entstand bei einer weiteren Aufnahmesession für den Südwestfunk (SWF) am 6. Dezember 1955 für die Sendereihe Jazz – gehört und gesehen; mit Chet Baker spielten dabei Werner Rehm (Trompete), Dick Simon (Posaune), Gustl Mayer (Klarinette), Claus Ogerman (Piano), Louis Freichel (Vibraphon), Benoît Quersin (Bass) und Charles Saudrais (Schlagzeug).
Nach ihrer Tour kehrten Baker und Bond im Frühsommer 1956 in die USA zurück. Baker und Bond haben sich dann in Los Angeles mit dem Pianisten Russ Freeman und wieder mit Littman zusammengetan und aufgenommen. In den nächsten Jahren nahm Baker eine Reihe erfolgreicher Alben für Riverside Records auf. In den folgenden Jahren kehrte Chet Baker für mehrere Studiosessions des SWF nach Baden-Baden zurück. Insgesamt vier Titel nahm er Ende März 1956 dort auf; mit Caterine Velente am 26. März Every Time We Say Goodbye und I’ll Remember April, mit Kurt Edelhagens Orchester am 29. März „Everything Happens to Me“ und „Lullaby in Rhythm“. Die Nummer „Baker ’56“ und der Standard „It Never Entered My Mind“ entstanden ebenfalls am 29. März 1956, abermals mit dem Orchester Kurt Edelhagen. Die Titel „I Should Care“, „Isn’t It Romantic?“ und „Polka Dots and Moonbeams“ nahm Baker mit dem Tanzorchester des Südwestfunks unter der Leitung von Rolf-Hans Müller am 2. September 1959 in Baden-Baden auf.

## Titelliste

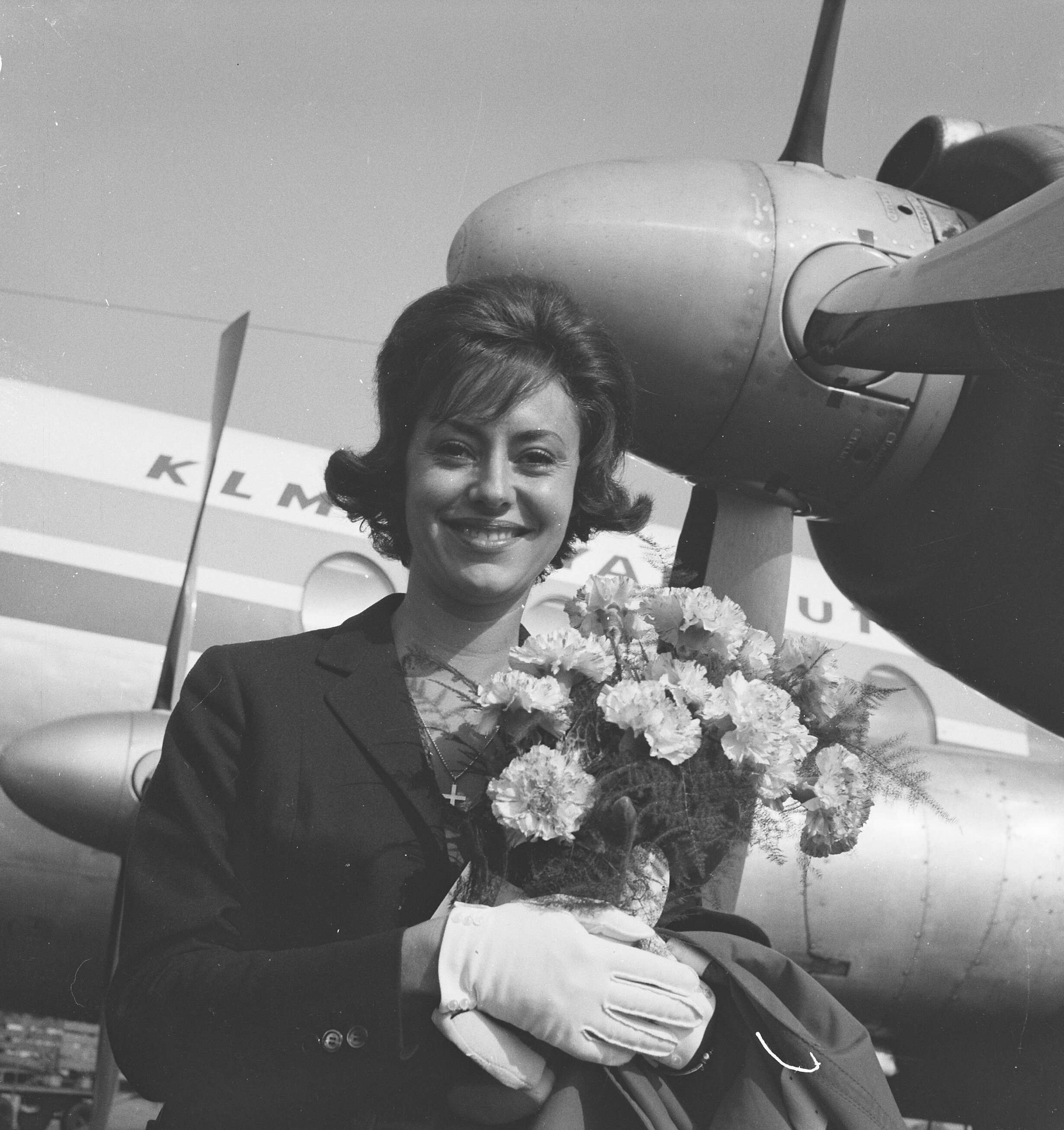
Caterina Valente auf dem Flughafen Schiphol 1962

- Chet Baker: Early Chet: Chet Baker in Germany 1955–1959 (Jazzhaus 101752, SWR Music 101752, Arthaus Musik 101752)[6]

1. Bockhanal 3:07
2. Cool Blues 3:30
3. Brash 4:38
4. Lover Man 5:28
5. Sweet Georgia Brown 3:16
6. Lullaby in Rhythm 3:08
7. Every Time We Say Goodbye 3:10
8. Everything Happens To Me 4:04
9. I’ll Remember April 2:49
10. Baker ’56 2:12
11. It Never Entered My Mind 3:20
12. I Should Care 2:39
13. Isn’t It Romantic? 3:06
14. Polka Dots and Moonbeams 3:54

## Rezeption
Der Kritiker von Jazz Messengers schrieb: „Als Trompeter im Gerry Mulligan Quartet hatte sich Chet Baker 1952 erstmals mit lyrischen Balladen und einem beruhigenden Ton in die Herzen der Fans gespielt. Er wurde scheinbar über Nacht berühmt und 1954 von den Lesern der führenden US-Jazzmagazine zum besten Trompeter gewählt – vor Dizzy Gillespie und Miles Davis. Der sanfte Dichter der Trompete – das war sein Bild. So war es für das europäische Publikum eine Überraschung, den Chet Baker zu hören, den sie bei seinen Live-Konzerten entdeckten: einen Trompeter mit einem attackierenden Stil und lebhaften Bop-Linien, begleitet von einem Pianisten, der innovative Harmonien mit bizarren Rhythmen kombinierte, und einem Schlagzeuger, der die Band mit einem harten, treibenden Schlag antrieb.“ Angeblich, so meinte der anonyme Kritiker weiter, war in Europa niemand auf dieses Quartet Bakers mit Twardzik, Bond und Littman vorbereitet. „Bockhanal“, die früheste Aufnahme des Albums sei „eine besonders wertvolle Rarität: Nur vier Wochen nach diesem Konzert existierte das Quartett nicht mehr. Der erst 24-jährige Pianist Dick Twardzik starb am 21. Oktober 1955 in Paris an einer Überdosis Drogen.“
Das Treffen von Caterine Valente und Chet Baker sei „von ultimativer Raffinesse und Einfachheit“, warb sein Produzent Joachim-Ernst Berendt. „In diesen intimen Duetten spielt Chet Baker Trompete, wie nur er es kann: zart, melodisch, geschmeidig.“ Zu den überzeugendsten Aufnahmen aus dem Jahr 1959 mit dem Rolf-Hans Müller Orchester zählen Bakers Auftritte in Polka Dots and Moonbeams und Autumn in New York.
Matt Collar verlieh dem Album bei Allmusic vier Sterne und meinte, die auf Early Chet: Chet Baker in Germany 1955–1959 versammelten Stücke wurden auf dem Höhepunkt von Bakers Popularität gemacht und zeigen ihn durchweg in guter Form. Hier finde man mehrere (für Baker seltene) Big-Band-Nummern sowie zwei hervorragende Duette mit der italienischen Sängerin/Gitarristin Caterina Valente, I Remember April und Everytime We Say Goodbye.